# Rafael Albiñana Marín
Rafael Albiñana Marín (L'Alcúdia de Crespins, 18 de gener de 1869 - València, 21 de febrer de 1925). Advocat i polític valencià.
Va estudiar batxillerat a l'Institut de Segon Ensenyament de Sant Pau (actual Lluís Vives) de València (1885) 
Pertanyia a una família de polítics liberals. Tant el seu pare, Francisco Albiñana Rodríguez, natural de l'Olleria, com el seu germà, José Albiñana Marín, i nebot, José Aparicio Albiñana, van ser diputats provincials pel districte d'Ontinyent-Enguera.
Afiliat al partit liberal i, després al demòcrata, va ser elegit diputat provincial pel districte de Xàtiva-Albaida en els anys 1898-1903 i 1907. El 24 d'octubre de 1909 va tornar a ser elegit diputat i nomenat president de la Diputació de València. Després de la mort de José Canalejas, en 1912,gran amic seu, va voler retirar-se de la política però els seus companys de partit el van proposar per a regidor de l'ajuntament de València, on va estar fins a 1920 que deixà definitivament la política.
Durant l'any i mig de presidència el més significatiu va ser l'Exposició Nacional de 1910 i la visita de la reina a la ciutat de València, a més fer les gestions per aconseguir una beca per estudiar a l'estranger al xiquet José Iturbi Bágena, de 14 anys. Un dels seus objectius va ser la reforma dels centres benèfics gestionats per la Diputació de València: la Casa de la Beneficència i la Casa de la Misericòrdia. Va voler portar a terme un interessant projecte pedagògic que consistia en l'intercanvi d'asilats amb els dels millors centres europeus, amb la finalitat d'augmentar la cultura dels xiquets, a més de conèixer els centres europeus i copiar d'ells les millores oportunes. Posar en pràctica un programa pedagògic basat en la filosofia krausista: formar un home nou fruit de l'educació.
Després de deixar la Diputació de València va continuar defensant els postulats krausistes. La seua batalla a favor de l'educació el va portar a la Institución para la Enseñanza de la Mujer de Valencia. Entre los años 1913 y 1915 fue presidente-rector de dicha institución, además de profesor.
Rafael Albiñana va formar part de la Junta de Govern del Col·legi d'Advocats de València i va ser magistrat suplent de l'Audiència de València des de 1924 fins a la seua mort, el 21 de febrer de 1925. A més de l'advocacia i la política també va ser crític d'Art, president del Cercle de Belles Arts de València, i col·leccionista.